# Museo archeologico di Velzeke
Il museo archeologico di Velzeke (lingua olandese: Archeocentrum Velzeke) è un museo situato sulla Paddestraat a Velzeke-Ruddershove a Zottegem, in Belgio. Si concentra sulla preistoria e sul periodo gallo-romano. Il museo ha aperto le sue porte nel 1972.
Il museo si trova a Velzeke, un vicus dove si incrociavano due strade romane (Boulogne-Tongeren e Bavay-nord). È il punto di partenza del percorso turistico segnalato Viae Romanae Velzeke-Bavay che segue l'antica strada romana verso Bavay.
Gli archeologi hanno trovato diversi reperti romani nel sito archeologico accanto al museo. Nel 1971 fu ritrovata una statua in bronzo, conosciuta come la "Venere di Velzeke". A Velzeke è stato scoperto un tesoro di monete romane del III secolo, tra cui 91 denari (che vanno dal regno di Settimio Severo a quello di Gordiano III) e 93 antoniniani (che vanno dal regno di Eliogabalo a quello di Postumo). Dal 2021 si svolgono nuovi scavi nel sito. Nel 1998 nella piazza di Velzekeal è stata eretta una statua di Giulio Cesare.